# الدرب الأحمر (فلم)
الدرب الأحمر هو فيلم دراما مصري من إخراج عبد الفتاح مدبولي وبطولة سهير رمزي، محمود عبد العزيز، محمود إسماعيل، توفيق الدقن وهياتم. صدر الفيلم في 1 أبريل 1980.
هذا الفيلم هو أول فيلم يخرجه عبد الفتاح مدبولي ولم يخرج بعده سوى فيلم روض الفرج.

## نبذه
يعمل المعلم سلطان على طرد سكان عماراته ليبني مكانها مشاريع استثمارية. يرفع عليهم قضية طرد بحجة أن العمارة آيلة للسقوط. تتصدى له المحامية نعمة وزوجها الدكتور كمال مع أهل الحي لمنعه من تنفيذ مخططه.يعود حمادة ابن المعلم سلطان من أمريكا ليكتشف أن نعمة قد تزوجت، ويوغر والده صدره لكي ينتقم منها.

## طاقم العمل
- سهير رمزي بدور نعمة
- محمود عبد العزيز بدور كمال
- محمود إسماعيل بدور المعلم سلطان الحوت
- توفيق الدقن بدور حسونة
- هياتم بدور بسبوسة

## وصلات خارجية
- مقالات تستعمل روابط فنية بلا صلة مع ويكي بيانات